# Praosia
Praosia is een geslacht van kreeftachtigen uit de klasse van de Malacostraca (hogere kreeftachtigen).

## Soort
- Praosia punctata C. G. S. Tan & Ng, 1993